# Nouvelle cuisine

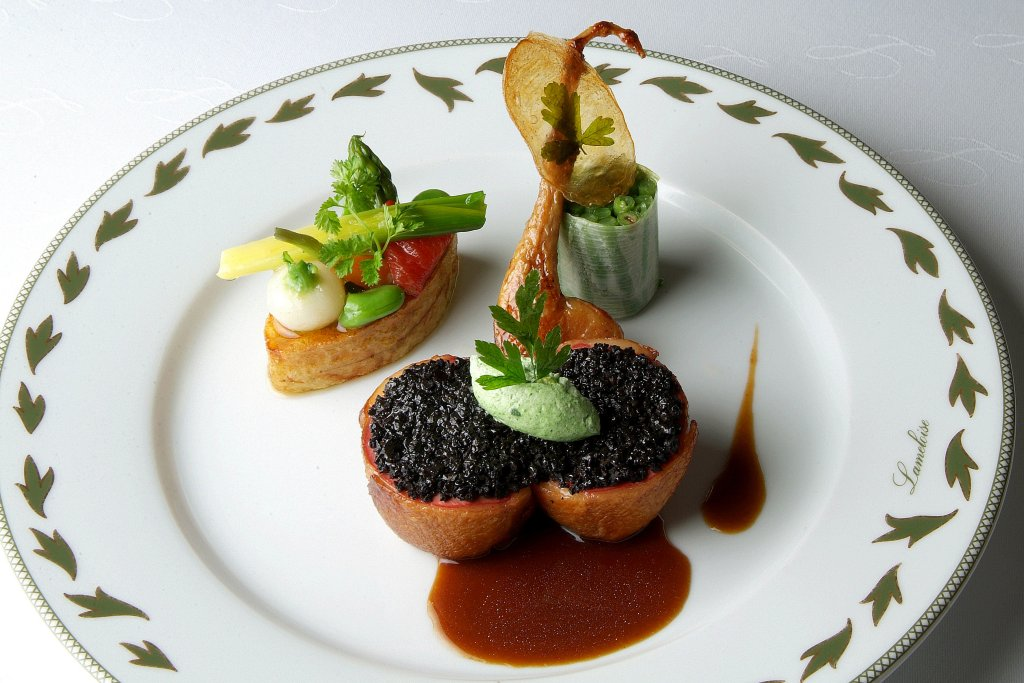
Prezentace pokrmu ve stylu nouvelle cuisine

Nouvelle cuisine je kulinářský směr, který vznikl v 70. letech 20. století ve Francii. Vyznačuje se odlehčenou přípravou, originalitou, inovativními technikami a důrazem na vizuální prezentaci pokrmu. Ve své zemi vzniku se tak ostře ohrazuje vůči tzv. cuisine classique (fr. klasická kuchyně), jež označuje konzervativní a po léta neměněný přístup k přípravě pokrmů. Se vznikem termínu nouvelle cuisine jsou spojeni novináři Henri Gault a Christian Millau, kteří vydávali průvodce, pro který vyhledávali podniky s neotřelým a zajímavým přístupem k vaření.

## Historie názvu
Název nouvelle cuisine ve francouzštině doslova znamená nová kuchyně. Ještě než se toto slovní spojení definitivně vžilo jako označení pro novou kulinářskou filozofii určenou dvojicí kritiků Gault-Millau, bylo obecně používáno pro jakoukoli nově se objevující tradici ve světě gastronomie. Slavní kuchaři tak často označovali své vaření, aby zdůraznili, že jsou moderní či že přichází s novými nápady. Na spojení nouvelle cuisine tak lze narazit již v 18. století v knihách od Vincenta La Chapelle.
Dnešní význam dali termínu nouvelle cuisine novináři a kritici Henri Gault, Christian Millau a André Gayot, kteří spolupracovali jako autoři kulinářských průvodců, v nichž se věnovali podnikům, které šly proti tehdejším konvencím tradiční francouzské kuchyně.

## Kulturní kontext
Šedesátá léta znamenala i pro další odvětví kultury období velkých změn, nástup nové generace a odklon od tradičních postupů. Jedním z příkladů může být skupina francouzských režisérů tvořících proti zažitým formálním přístupům v kinematografii, hnutí známé pod názvem Nová vlna. Květen 1968 zaznamenal masivní studentské protesty, jež se bouřily proti konzervativní společnosti a vynášely na povrch tabuizovaná témata. Studentská kultura byla významně ovlivněna hnutím hippies z USA, mezi jehož hlavní hodnoty patřila svoboda a nezávislost na společnosti.

## Významné osobnosti
Hnutí popularizovali Henri Gault, Christian Millau a André Gayot. Od roku 1972 byl vydáván průvodce Gault et Millau. Postupně se stal velmi známým i mezinárodně a v roce 1980 se Gault a Millau objevili na obalu amerického týdeníku TIME. Po průvodci Michelin je Gault et Millau ve Francii druhým nejprodávanějším, zároveň působí jako jeho protipól, jelikož Michelin se stále kloní k tradičnějším postupům.
Kuchaři, kteří tyto novináře koncem 60. a v 70. letech tak nadchli, jsou například Paul Bocuse, Alain Chapel, bratři Jean a Pierre Troisgros, Michel Guérard, Roger Vergé, Raymond Oliver, Jacques Manière, Alain Senderens a další.

## Desatero přikázání Nouvelle cuisine
V roce 1973 v průvodci Gault et Millau vyšlo desatero pravidel, jež tvůrci považovali při přípravě pokrmů za zásadní.
1. Nebudeš vařit příliš. (méně tepelné úpravy např. u zeleniny)
2. Budeš využívat čerstvé a kvalitní suroviny.
3. Odlehčíš nabídku. (menší počet pokrmů na jídelním lístku)
4. Nesnaž se za každou cenu být moderní.
5. Prozkoumáš, co ti mohou nabídnout nové technologie. (Paul Bocuse využíval např. i mikrovlnnou troubu)
6. Vyvaruješ se marinování, zamření, fermentace a podobně. (techniky zpracování zvěřiny)
7. Vyvaruješ se těžkých omáček.
8. Nebudeš zapomínat na zvláštní diety. (např. bezlepková či vegetariánská)
9. Nebudeš zanedbávat vizuální prezentaci.
10. Budeš vynalézavý.